# Phaeacius mainitensis
Phaeacius mainitensis là một loài nhện trong họ Salticidae.
Loài này thuộc chi Phaeacius. Phaeacius mainitensis được Alberto Barrion & James A. Litsinger miêu tả năm 1995.